# Tour de France 2010/16. Etappe
Die 16. Etappe der Tour de France 2010 am 20. Juli führte über 199,5 Kilometer von Bagnères-de-Luchon nach Pau. Auf dieser Bergetappe gab es zwei Sprintwertungen und vier Bergwertungen, davon zwei der Hors Catégorie und zwei der 1. Kategorie. Mit dem Col du Tourmalet wurde der höchste Punkt der diesjährigen Tour de France auf 2.115 Meter zum ersten Mal erreicht. Der Gewinner dieser Bergwertung erhielt den Sonderpreis Souvenir Jacques Goddet. Nach der Aufgabe von Mauro Santambrogio, Bram Tankink und Iban Mayoz gingen 172 der 198 gemeldeten Teilnehmer an den Start.

## Rennverlauf
Um 11:43 Uhr erreichten die Fahrer nach 3,7 Kilometern neutraler Fahrt am Anstieg zum Col de Peyresourde den realen Start. David Zabriskie und Rémy Di Gregorio waren die ersten Angreifer. Unter den Fahrern, die ihnen folgten, befand sich auch Lance Armstrong. Das Team Astana formierte sich an der Spitze des Feldes, während unter anderem schon Ivan Basso und Thomas Voeckler reißen lassen mussten. Die Ausreißergruppe wuchs auf 17 Fahrer, unter ihnen befanden sich Bradley Wiggins, Roman Kreuziger, Christopher Horner, Sylwester Szmyd und Ryder Hesjedal. Aus der Spitzengruppe fielen später fünf Fahrer wieder heraus und Sandy Casar konnte anschließen, wodurch die Gruppe danach aus 13 Fahrern bestand. Jérôme Pineau und Cadel Evans mussten unterdessen im Feld reißen lassen. Anthony Charteau, Carlos Sastre und Alexander Winokurow sowie zwei weitere Fahrer schlossen zur Spitzengruppe auf, allerdings fielen weitere Fahrer wieder zurück. Szmyd fuhr als Erster über den Gipfel, gefolgt von Charteau und Kreuziger. In der Abfahrt vergrößerte die nunmehr 14-köpfige Gruppe ihren bis dahin knappen Vorsprung auf das Feld auf etwa 50 Sekunden. Ihnen folgte Jurgen Van Den Broeck, ebenfalls auf die Gruppe aufzuschließen versuchte und sich am Gipfel 20 Sekunden vor dem Feld befand. Jedoch scheiterte er mit seinem Vorhaben und wurde vom Feld wieder eingeholt. Dieses umfasste nach der schnellen Anfangsphase nur noch etwa 30 Fahrer, wurde aber später wieder größer. Das Team Rabobank half, den Abstand zur Spitzengruppe vor dem zweiten Anstieg wieder zu verkleinern.
Szmyd führte die Ausreißergruppe auf den Anstieg zum Col d’Aspin. Gegen ihn führte Juan Manuel Gárate die Gruppe um Alberto Contador wieder auf weniger als 20 Sekunden heran. Aus dieser fielen erneut viele Fahrer heraus und zwischenzeitlich bestand sie nur noch aus 14 Fahrern. Damiano Cunego griff aus dieser Gruppe heraus an. Auch die Spitzengruppe schrumpfe auf zehn Fahrer. Charteau fuhr nun als Erster über den Gipfel, gefolgt von Casar und Kreuziger, 30 Sekunden dahinter erreichte die Contador-Gruppe ebenfalls den höchsten Punkt. Cunego fand Anschluss an die nunmehr 12-köpfige Spitzengruppe. Casar setzte sich in der Abfahrt unterdessen von der Spitzengruppe ab. Die von Omega Pharma-Lotto geführte Favoritengruppe wurde wieder größer und konnte die Lücke zur Armstrong-Gruppe schließen. Kurz darauf attackierte Pierrick Fédrigo. Neben einem weiteren Fahrer setzte Armstrong ihm nach und überholte ihn.
Casar fuhr unterdessen allein als Erster in den Anstieg zum Col du Tourmalet, bis er von Armstrong eingeholt wurde. Hinter diesen beiden formierte sich eine Verfolgergruppe bestehend aus Jurgen Van De Walle, Fédrigo, Christophe Moreau und Cunego. An der Spitze attackierte Armstrong seinen Begleiter, der von den Verfolgern eingeholt wurde. Anschließend könnten sich Cunego und Fédrigo von der Verfolgergruppe lösen und zu Armstrong aufschlossen. Kurz darauf schlossen auch die anderen Fahrer zu Armstrong auf, wodurch sich eine sechsköpfige Spitzengruppe bildete. Christopher Horner, Rubén Plaza und Carlos Barredo schafften ebenfalls den Sprung in die Spitzengruppe, womit sie nun aus neun Fahrern bestand. Zwischen der Spitzengruppe und dem Feld befanden sich noch Ignatas Konovalovas Anthony Charteau. Konovalovas konnte sich der Spitzengruppe anschließen, die nun einen Vorsprung von deutlich über drei Minuten herausgefahren hatte. Im Feld attackierte Thor Hushovd, konnte aber nicht zur Spitzengruppe aufschließen und ließ sich kurz darauf wieder vom Feld einholen. Auf dem Gipfel attackierte Moreau und fuhr als Erster über die Bergwertung, gefolgt von Fédrigo, Cunego und Armstrong. Vor dem Feld hielt sich weiterhin Charteau mit über zwei Minuten Rückstand auf die Spitze. Schließlich ließ er sich vom Feld wieder einholen.
Während der Abfahrt konnte die Spitzengruppe den Vorsprung auf über sechs Minuten ausbauen, mit dem die Gruppe in den Anstieg zum Col d’Aubisque hineinfuhr. Weiter oben im Anstieg griff Barredo die Gruppe an, Fédrigo stieg nach, Armstrong, Cunego und Plaza folgten ihnen. Aus dieser fünfköpfigen Gruppe attackierte Barredo erneut, gefolgt von Fédrigo und Plaza. Aber auch Armstrong und Cunego schafften den Anschluss erneut. Mit über neun Minuten Vorsprung erreichte das Quintett den Col de Soulor. Die fünf Verfolger spalteten sich unterdessen in zwei Gruppen. Die erste Verfolgergruppe aus Horner, Van de Walle und Moreau konnten wieder an die Spitzengruppe anschließen, was Casar und Konovalovas nicht gelang. Vor der Bergwertung des Col d’Aubisque zog Moreau an, gefolgt von Fédrigo und Horner. Mit 9:45 Minuten Rückstand erreichte auch die größere Favoritengruppe den Gipfel.
Casar konnte in der Abfahrt wieder zur Spitzengruppe aufschließen. Barredo attackierte erneut und erreichte als erster die ersten Sprintwertung. Er konnte einen Vorsprung von zeitweise über 45 Sekunden auf die Armstrong-Gruppe herausfahren und gewann auch die zweite Sprintwertung, jeweils vor Moreau in der Verfolgergruppe. Im Feld machten unterdessen Omega Pharma-Lotto und Rabobank die Tempoarbeit. Konovalovas ließ sich ins Feld zurückfallen. An der Spitze des Rennens stellte die von Plaza und Horner geführte Verfolgergruppe den führenden Barredo, der über 40 Kilometer als Solist in Führung lag, schließlich nur 1000 Meter vor dem Ziel. Moreau und Armstrong zogen den Sprint an, waren gegen die stärkeren Sprinter in der Gruppe aber chancenlos. Fédrigo gewann die Etappe vor Casar und Plaza. Knapp sieben Minuten später erreichte auch das Feld das Ziel. Den Sprint des Feldes um den zehnten Platz gewann Hushovd, der sich als einer von nur wenigen Sprintern in der Favoritengruppe halten konnte. Damit erkämpfte er sich das Grüne Trikot zurück.
Jens Voigt stürzte auf der Abfahrt des Col de Peyresourde bei 80 Kilometern pro Stunde wegen eines geplatzten Vorderreifens schwer. Die Situation ähnelte der auf der 16. Etappe ein Jahr zuvor, bei der er ebenfalls schwer stürzte und die Tour daraufhin abbrechen musste. Voigt zeigte sich kämpferisch und setzte seine Fahrt dieses Mal trotz mehrerer Prellungen und Hautabschürfungen fort. Da die Begleitfahrzeuge seines Teams sich weiter vorne befanden und sein Fahrrad nicht mehr einsatzfähig war, musste er jedoch 15 Kilometer mit einem Jugendrad des neutralen Materialwagens zurücklegen, ehe er eine neue Rennmaschine erhielt. Anschließend schloss er auf das Gruppetto auf, mit dem er das Ziel erreichte. Voigt setzte die Tour fort.

## Sprintwertungen
- 1. Zwischensprint in Bielle (Kilometer 164,5) (468 m)

| Erster  | Carlos Barredo    | 6 Pkt. |
| Zweiter | Christophe Moreau | 4 Pkt. |
| Dritter | Lance Armstrong   | 2 Pkt. |
- 2. Zwischensprint in Gan (Kilometer 185,5) (228 m)

| Erster  | Carlos Barredo      | 6 Pkt. |
| Zweiter | Christophe Moreau   | 4 Pkt. |
| Dritter | Jurgen Van De Walle | 2 Pkt. |
- Ziel in Pau (Kilometer 199,5) (210 m)

| Erster   | Pierrick Fédrigo       | 20 Pkt. |
| Zweiter  | Sandy Casar            | 17 Pkt. |
| Dritter  | Rubén Plaza            | 15 Pkt. |
| Vierter  | Damiano Cunego         | 13 Pkt. |
| Fünfter  | Christopher Horner     | 12 Pkt. |
| Sechster | Lance Armstrong        | 10 Pkt. |
| Siebter  | Jurgen Van De Walle    | 9 Pkt.  |
| Achter   | Christophe Moreau      | 8 Pkt.  |
| Neunter  | Carlos Barredo         | 7 Pkt.  |
| Zehnter  | Thor Hushovd           | 6 Pkt.  |
| 11.      | José Joaquín Rojas Gil | 5 Pkt.  |
| 12.      | Eros Capecchi          | 4 Pkt.  |
| 13.      | Nicolas Roche          | 3 Pkt.  |
| 14.      | Gerald Ciolek          | 2 Pkt.  |
| 15.      | Martin Elmiger         | 1 Pkt.  |

## Bergwertungen
- Col de Peyresourde, Kategorie 1 (Kilometer 11; 1569 m; 11,0 km à 7,4 %)

| Erster   | Sylwester Szmyd  | 15 Pkt. |
| Zweiter  | Anthony Charteau | 13 Pkt. |
| Dritter  | Roman Kreuziger  | 11 Pkt. |
| Vierter  | Matthew Lloyd    | 9 Pkt.  |
| Fünfter  | Eros Capecchi    | 8 Pkt.  |
| Sechster | Ryder Hesjedal   | 7 Pkt.  |
| Siebter  | Bradley Wiggins  | 6 Pkt.  |
| Achter   | Lance Armstrong  | 5 Pkt.  |
- Col d’Aspin, Kategorie 1 (Kilometer 42,5; 1490 m; 12,3 km à 6,3 %)

| Erster   | Anthony Charteau | 15 Pkt. |
| Zweiter  | Sandy Casar      | 13 Pkt. |
| Dritter  | Roman Kreuziger  | 11 Pkt. |
| Vierter  | Ryder Hesjedal   | 9 Pkt.  |
| Fünfter  | Carlos Sastre    | 8 Pkt.  |
| Sechster | Rui Costa        | 7 Pkt.  |
| Siebter  | Eros Capecchi    | 6 Pkt.  |
| Achter   | Lance Armstrong  | 5 Pkt.  |
- Col du Tourmalet, Hors Catégorie (Kilometer 72; 2115 m; 17,1 km à 7,3 %)

| Erster   | Christophe Moreau   | 20 Pkt. |
| Zweiter  | Pierrick Fédrigo    | 18 Pkt. |
| Dritter  | Damiano Cunego      | 16 Pkt. |
| Vierter  | Lance Armstrong     | 14 Pkt. |
| Fünfter  | Sandy Casar         | 12 Pkt. |
| Sechster | Carlos Barredo      | 10 Pkt. |
| Siebter  | Rubén Plaza         | 8 Pkt.  |
| Achter   | Christopher Horner  | 7 Pkt.  |
| Neunter  | Jurgen Van De Walle | 6 Pkt.  |
| Zehnter  | Ignatas Konovalovas | 5 Pkt.  |
- Col d’Aubisque, Hors Catégorie (Kilometer 138; 1709 m; 29,2 km à 4,2 %)

| Erster   | Christophe Moreau   | 40 Pkt. |
| Zweiter  | Pierrick Fédrigo    | 36 Pkt. |
| Dritter  | Christopher Horner  | 32 Pkt. |
| Vierter  | Rubén Plaza         | 28 Pkt. |
| Fünfter  | Lance Armstrong     | 24 Pkt. |
| Sechster | Damiano Cunego      | 20 Pkt. |
| Siebter  | Carlos Barredo      | 16 Pkt. |
| Achter   | Jurgen Van De Walle | 14 Pkt. |
| Neunter  | Sandy Casar         | 12 Pkt. |
| Zehnter  | Ignatas Konovalovas | 10 Pkt. |

## Aufgaben
- 198 – Bram Tankink (Rabobank): Nicht zur Etappe angetreten
- 217 – Iban Mayoz (Footon-Servetto): Nicht zur Etappe angetreten